# Galerie nových mistrů
Galerie nových mistrů (německy Galerie Neue Meister) v Drážďanech patří svými přibližně 300 vystavenými obrazy z 19. a 20. století k nejdůležitějším německým galeriím zabývajícími se modernou. Těžiště sbírky tvoří německý romantismus, měšťanský realismus 2. poloviny 19. století a impresionismus. Galerie vznikla v roce 1931 z moderního oddělení Drážďanské obrazové galerie. Galerie Neue Meister je začleněna do Státních uměleckých sbírek Drážďany (Staatlichen Kunstsammlungen Dresden). Od roku 1965 se nachází v budově Albertinum na Brühlově terase.

## Historie instituce

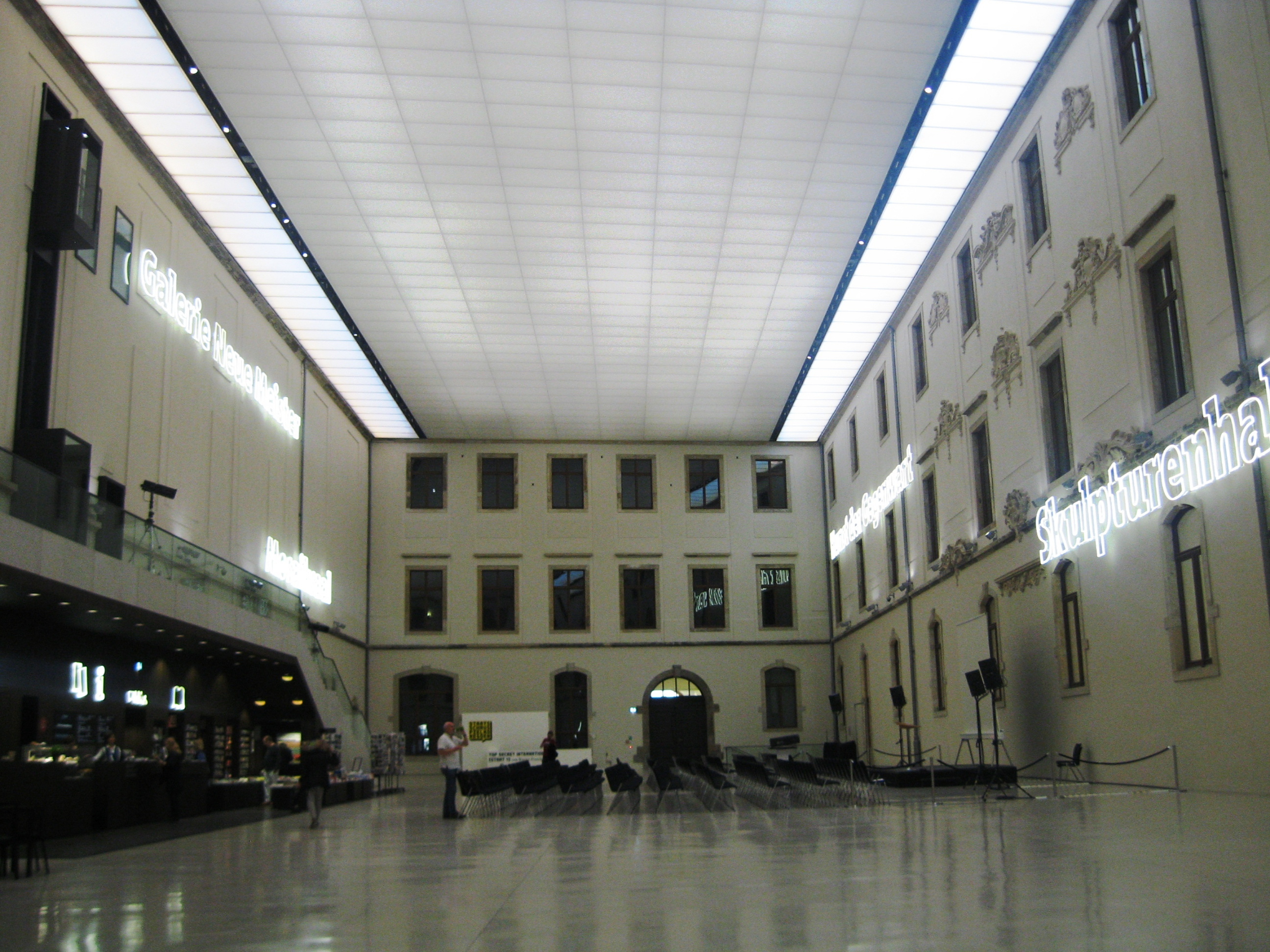
Vstupní dvorana

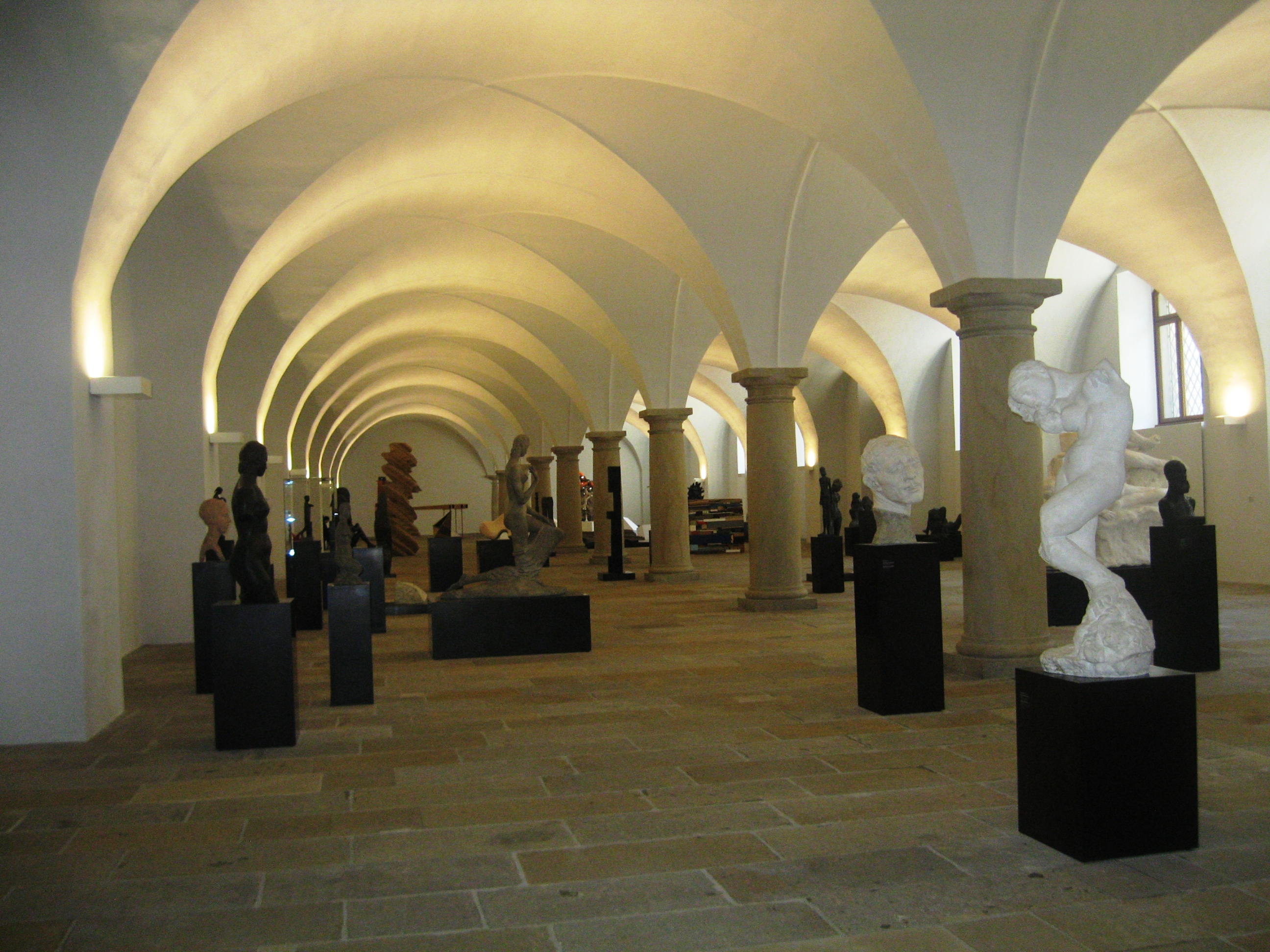
Expozice soch

Počátky sbírky jsou spjaté s Drážďanskou obrazovou galerií (Dresdner Gemäldegalerie). Poté, co se Bernhard August von Lindenau stal ředitelem Královských muzeí, začaly se pro nově zřízené Moderní oddělení ve větší míře nakupovat soudobá umělecká díla. Lindenau pro ně v roce 1843 zřídil nadaci ve výši 700 zlatých ročně. Také akademická rada, která měla na starosti sbírkotvornou činnost Umělecké akademie a Drážďanské obrazové galerie, určila 50 % čistého zisku ze všech akademických uměleckých výstav na nákup obrazů. Přesto se nové akvizice musely omezit především na německé malíře, protože galerie i tak disponovala omezenými finančními  prostředky.
Až do roku 1882 se ve sbírce nalézala jen čtyři významná díla německého romantismu: Od Caspara Davida Friedricha Dva muži pozorují měsíc a Pohanský hrob, od Ludwiga Richtera pak Svatební průvod na jaře a Přívoz přes Labe pod Střekovem u Ústí. Za ředitele Karla Woermanna se ale díky umělecky ambiciózním nákupům kolekce Moderního oddělení výrazně rozšířila. Poté, co se v roce 1897 konala v Drážďanech mezinárodní umělecká výstava, zakoupila galerie také obrazy cizích soudobých malířů.
Za Hanse Posseho, který se stal ředitelem galerie v roce 1910, se v Moderním oddělení vytvořily dodnes stěžejní tematické okruhy: německý romantismus, měšťanský realismus 2. poloviny 19. století a impresionismus. V důsledku založení Drážďanského muzejního spolku roku 1911 a Podpůrného spolku Drážďanské obrazové galerie v roce 1917 byla galerie finančně velmi posílena.
V roce 1931 byla Galerie nových mistrů jako samostatná expozice Drážďanské obrazové galerie umístěna do budovy zvané Sekundogenitura na Brühlově terase. V rámci akce "zvrhlé umění" nacisté 56 významných obrazů zabavili a prodali. Při bombardování Drážďan 13. února 1945 shořelo 196 obrazů na nákladním autě.
Roku 1959 byla Galerie nových mistrů založena znovu. Od roku 1965 se nachází v budově Albertinum. Za existence Německé demokratické republiky se podařilo získat některé zabavené obrazy zpět.
Dne 19. června 2010 bylo Albertinum po rozsáhlých sanačních pracích a přestavbách znovuotevřeno. Sanace budovy a vestavba depozitáře chráněného před povodněmi byly po záplavách v roce 2002 nezbytné. Po přestěhování Grünes Gewölbe (Zelené klenby) do rezidenčního zámku má galerie k dispozici další prostory. Zde se na ploše 1200 m² konají výstavy soudobého umění.

## Expozice
Celkový sbírkový fond galerie obnáší přibližně 3000 obrazů; asi 300 z nich, zahrnujících období od 19. století po současnost, je vystaveno. Kromě toho se ve výstavních prostorách prezentují sochy ze sbírky plastik z téhož období.

## Vybrané obrazy

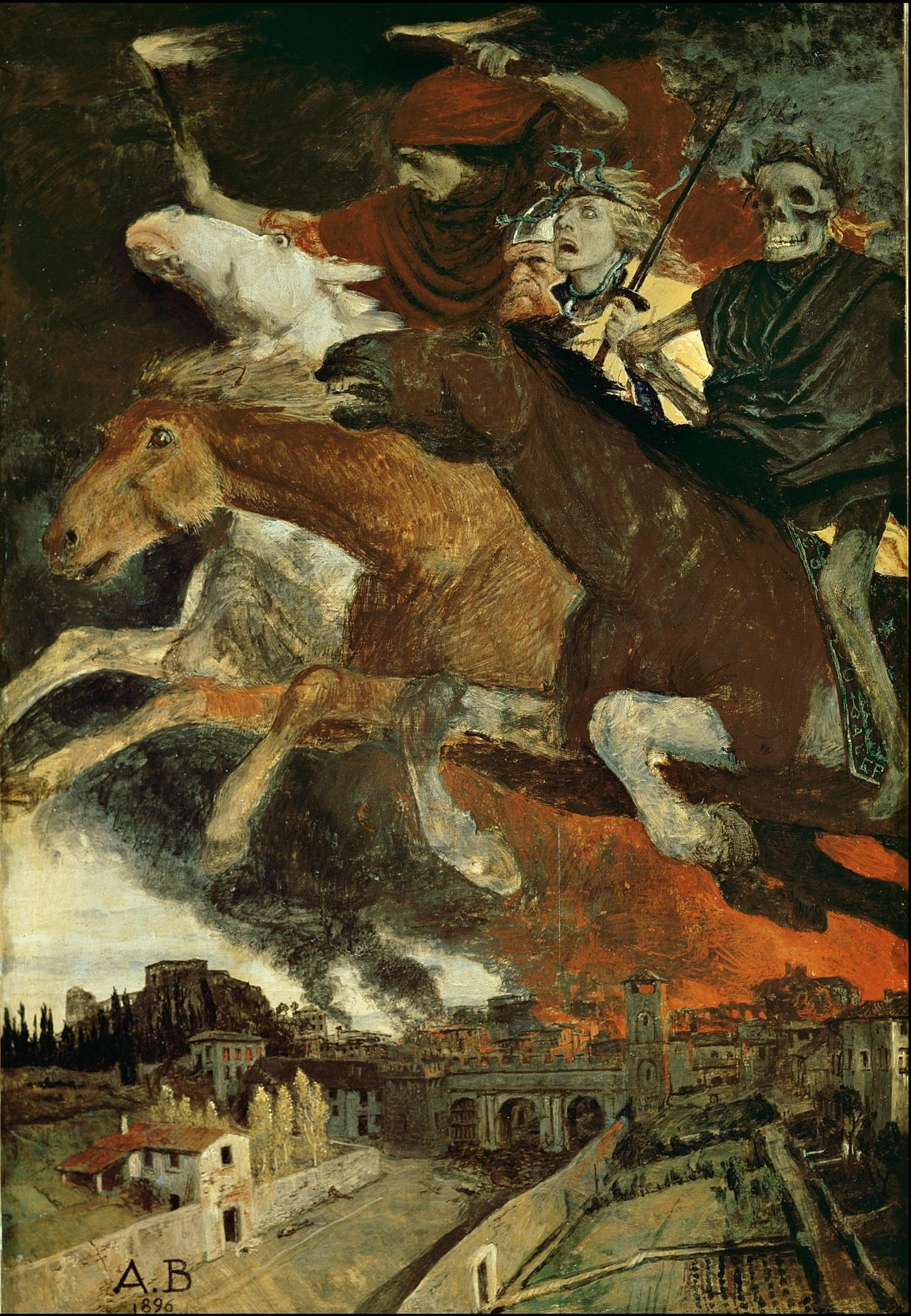
Arnold Böcklin: Válka
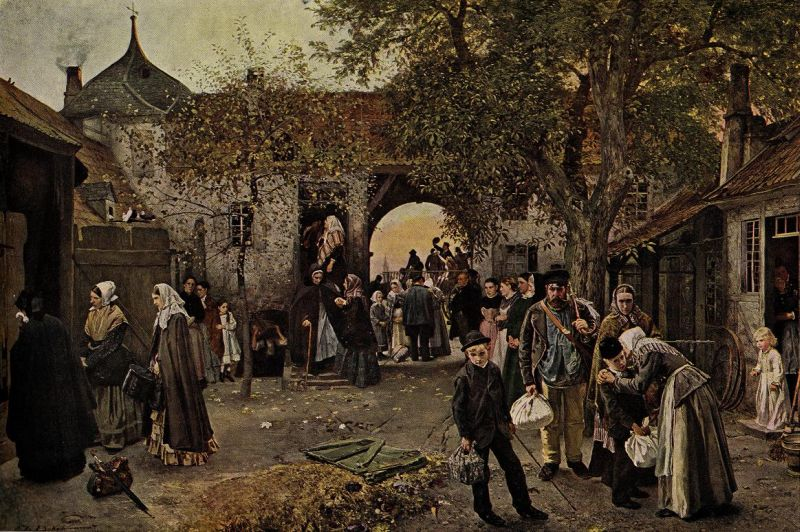
Christian Ludwig Bokelmann: Rozloučení emigrantů
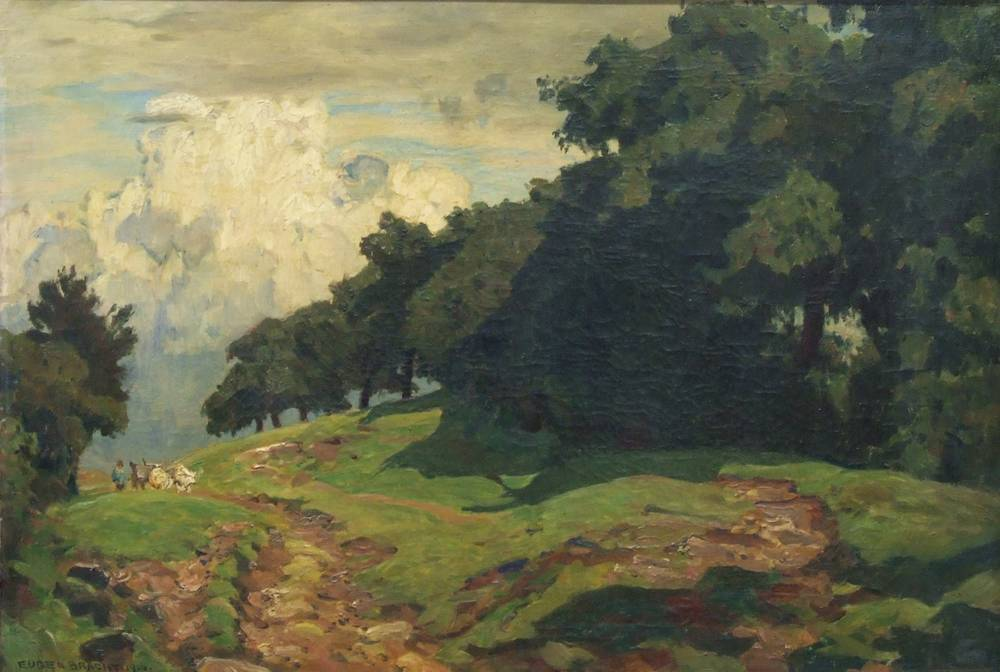
Eugen Bracht: Krajina v Horním Hesensku
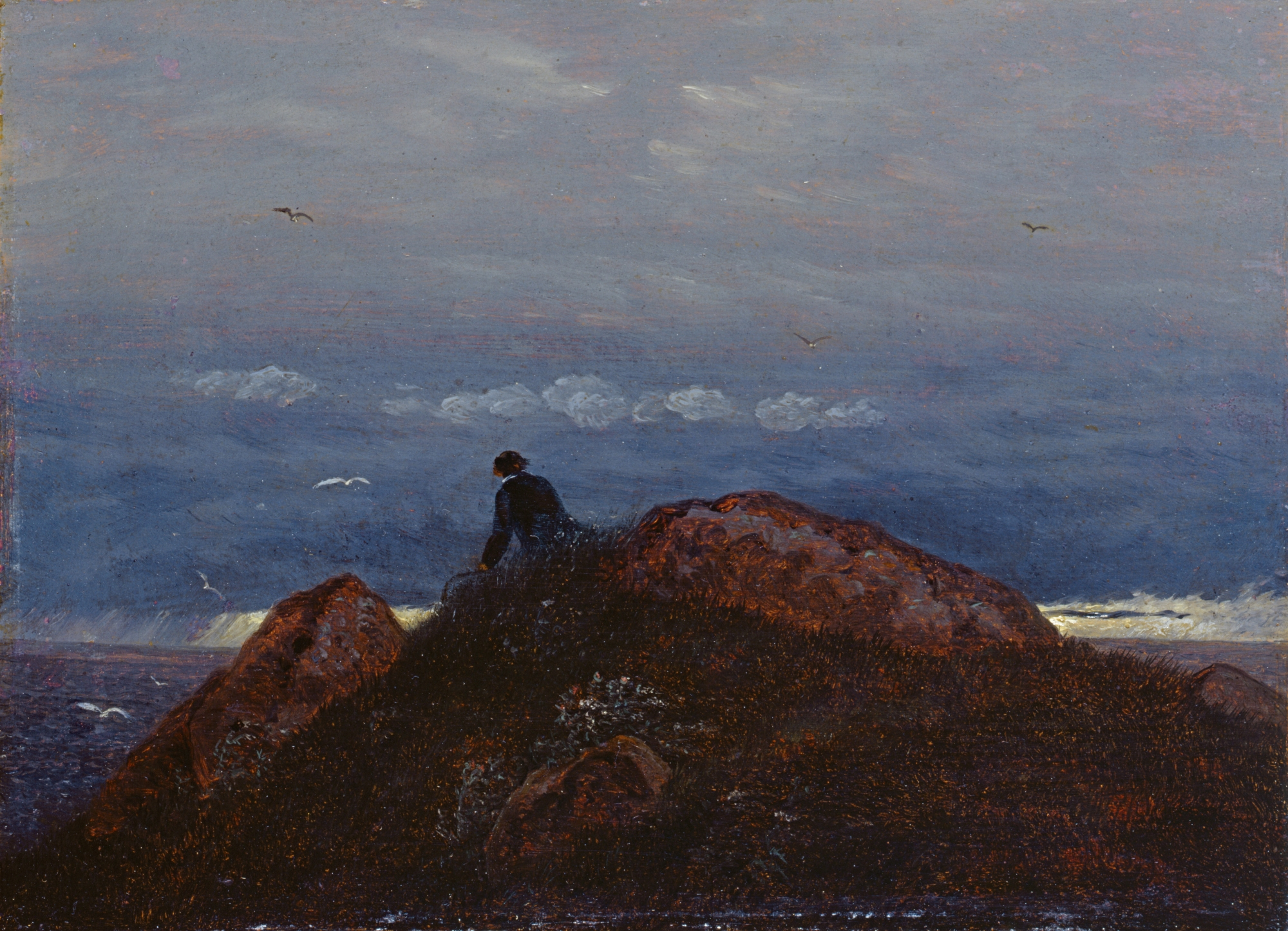
Carl Gustav Carus: Pohanský hrob s odpočívajícím poutníkem
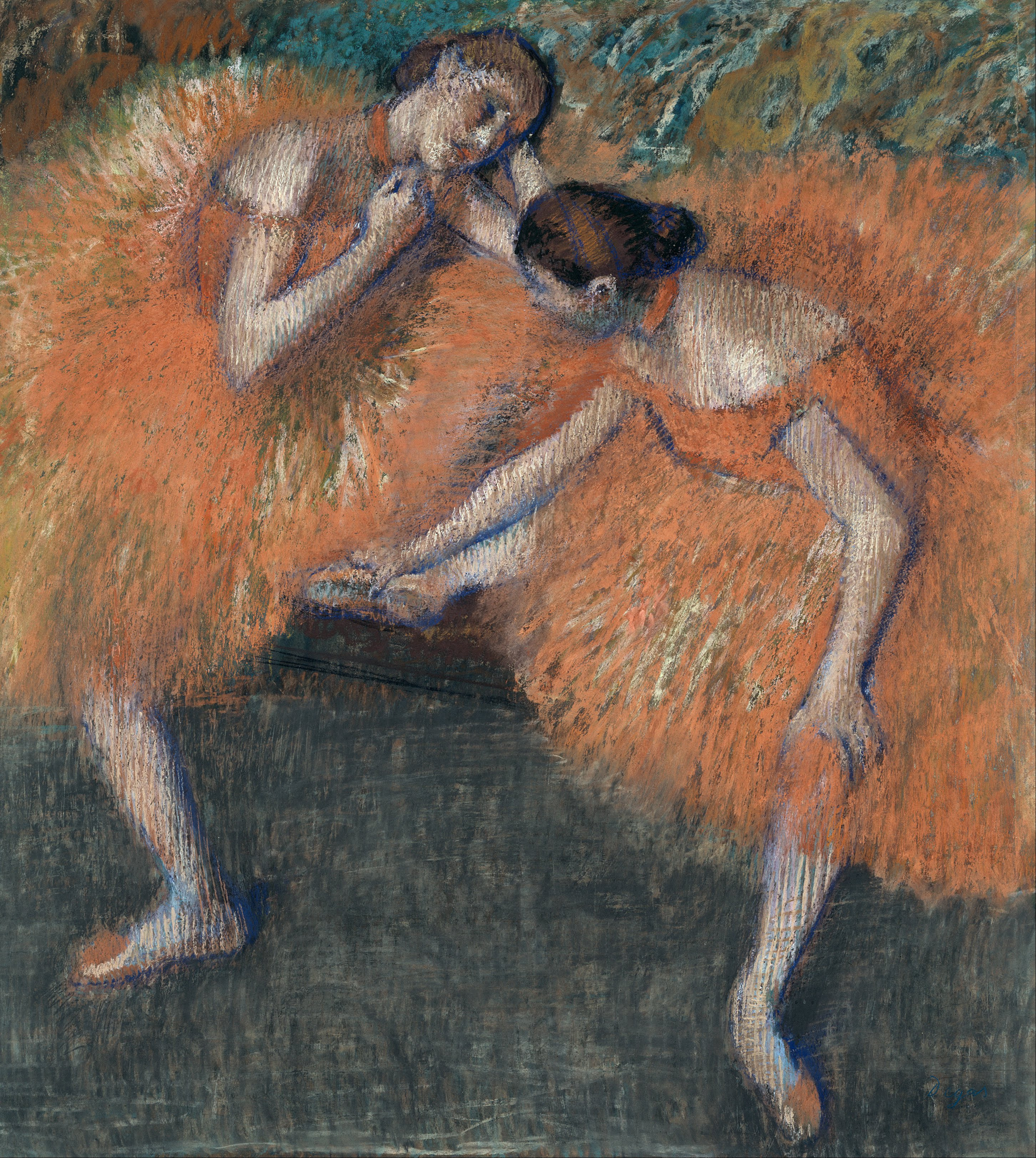
Edgar Degas: Dvě tanečnice
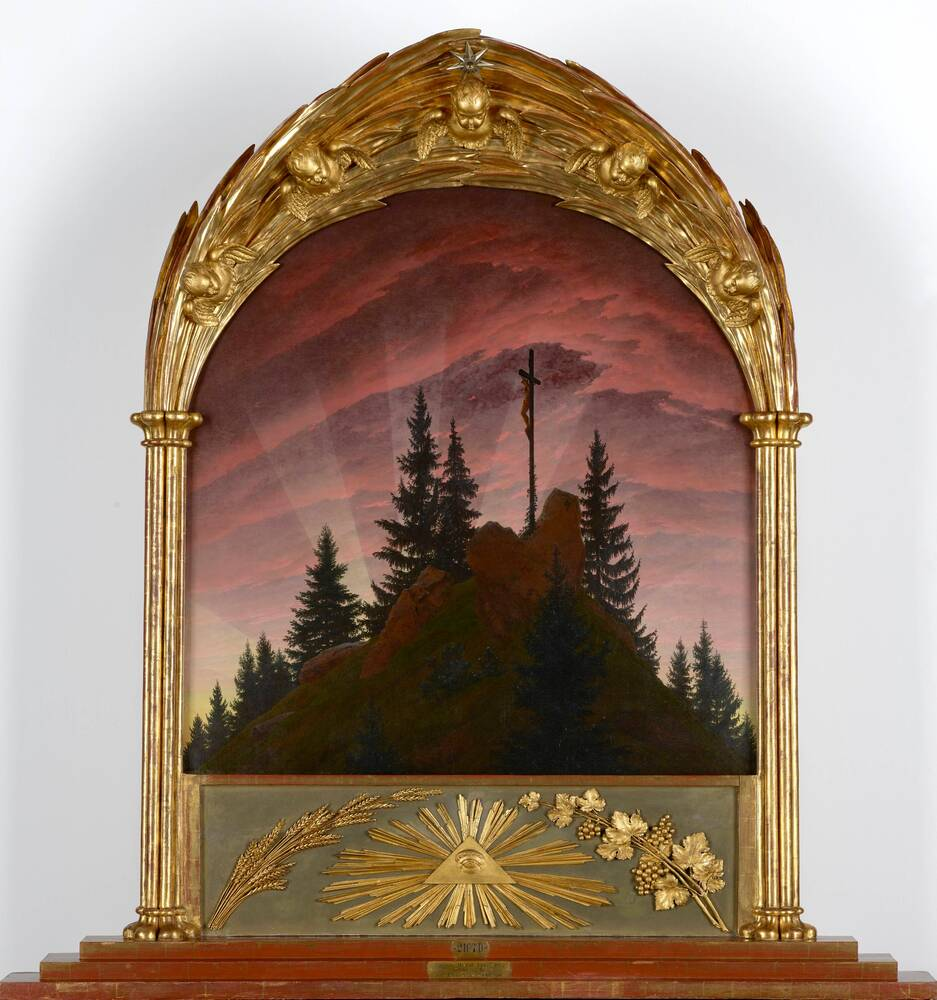
Caspar David Friedrich: Děčínský oltář
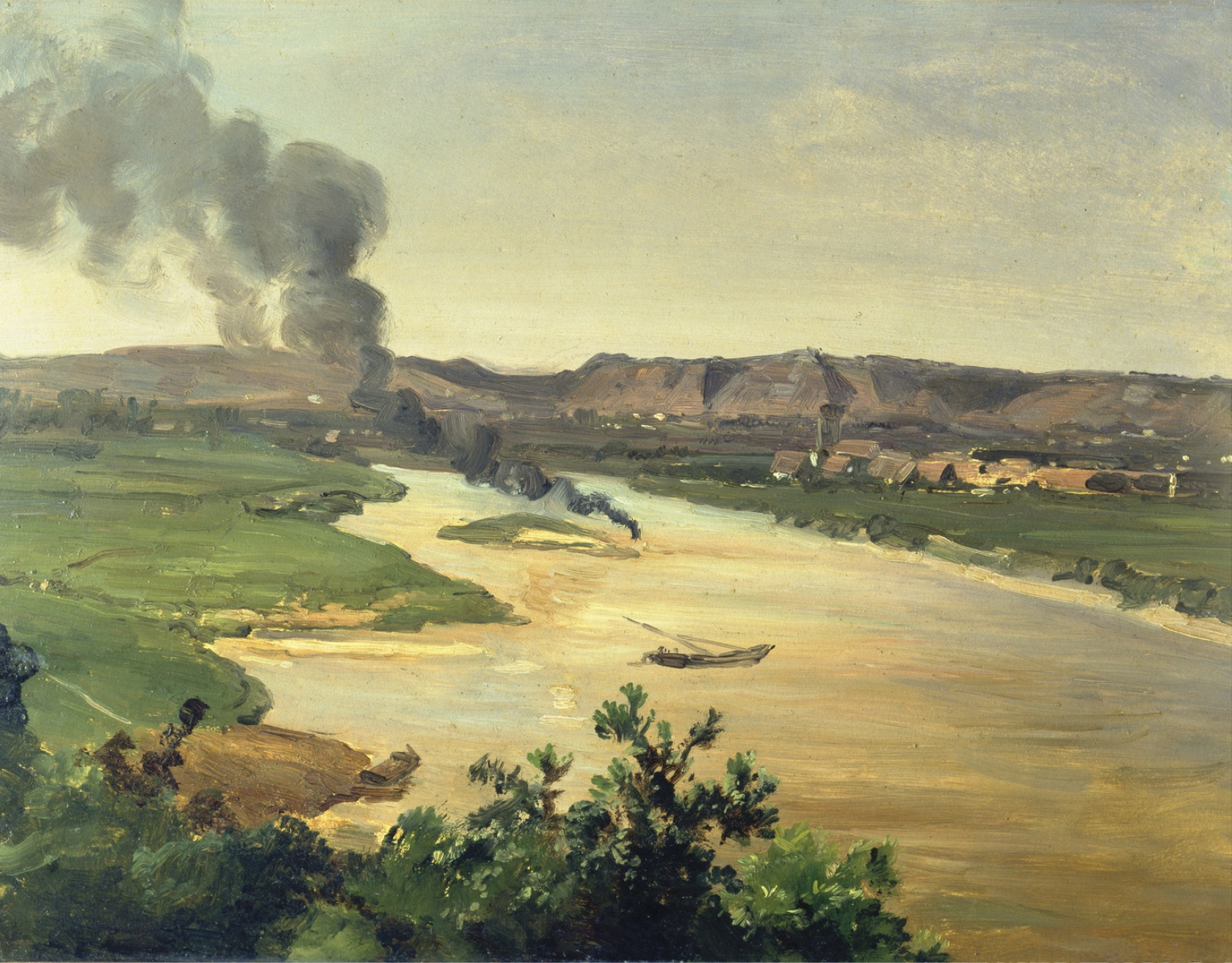
Christian Friedrich Gille: Labská krajina
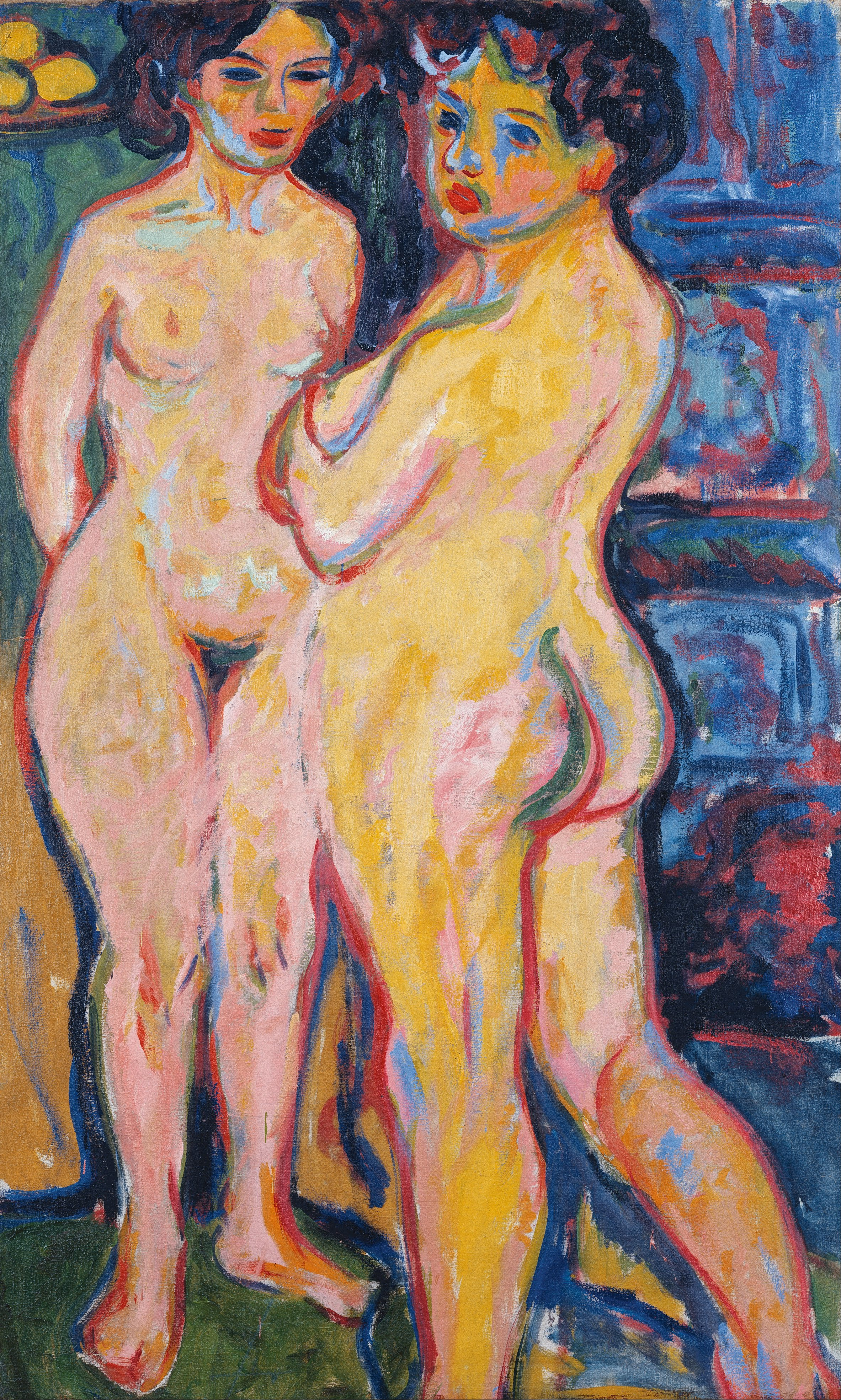
Ernst Ludwig Kirchner: Akty stojící u kamen
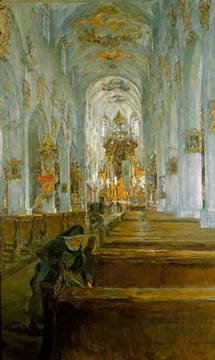
Gotthardt Kuehl: Františkánský kostel v Überlingen
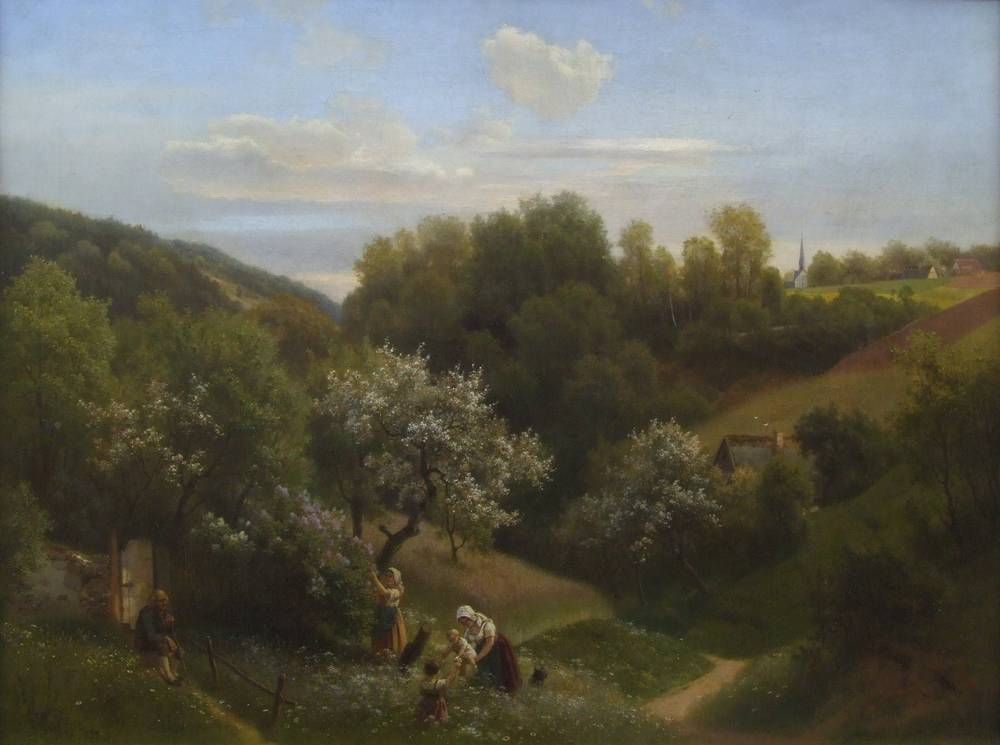
Eduard Leonhardi: Hornosaská krajina
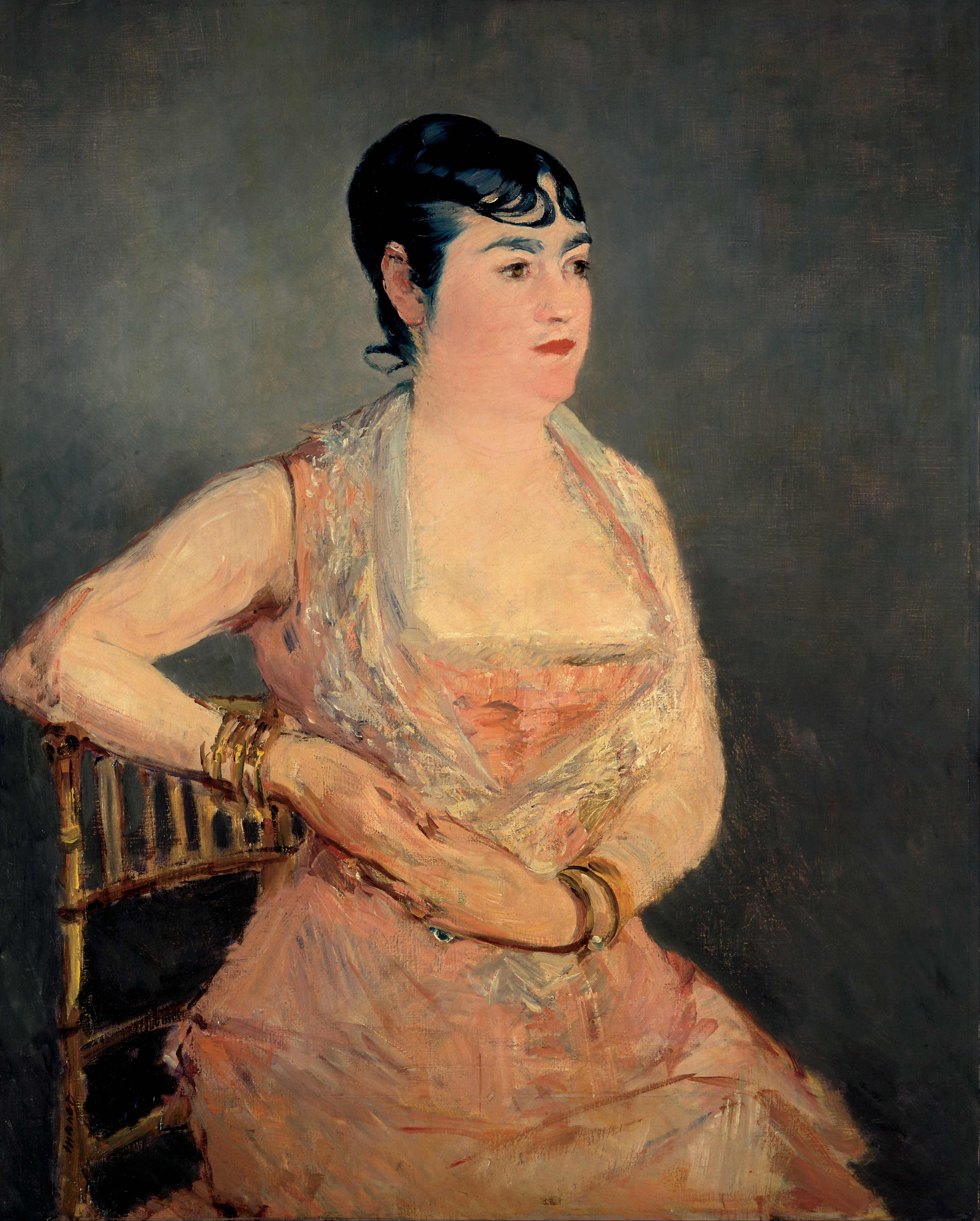
Edouard Manet: Dáma v Růžovém
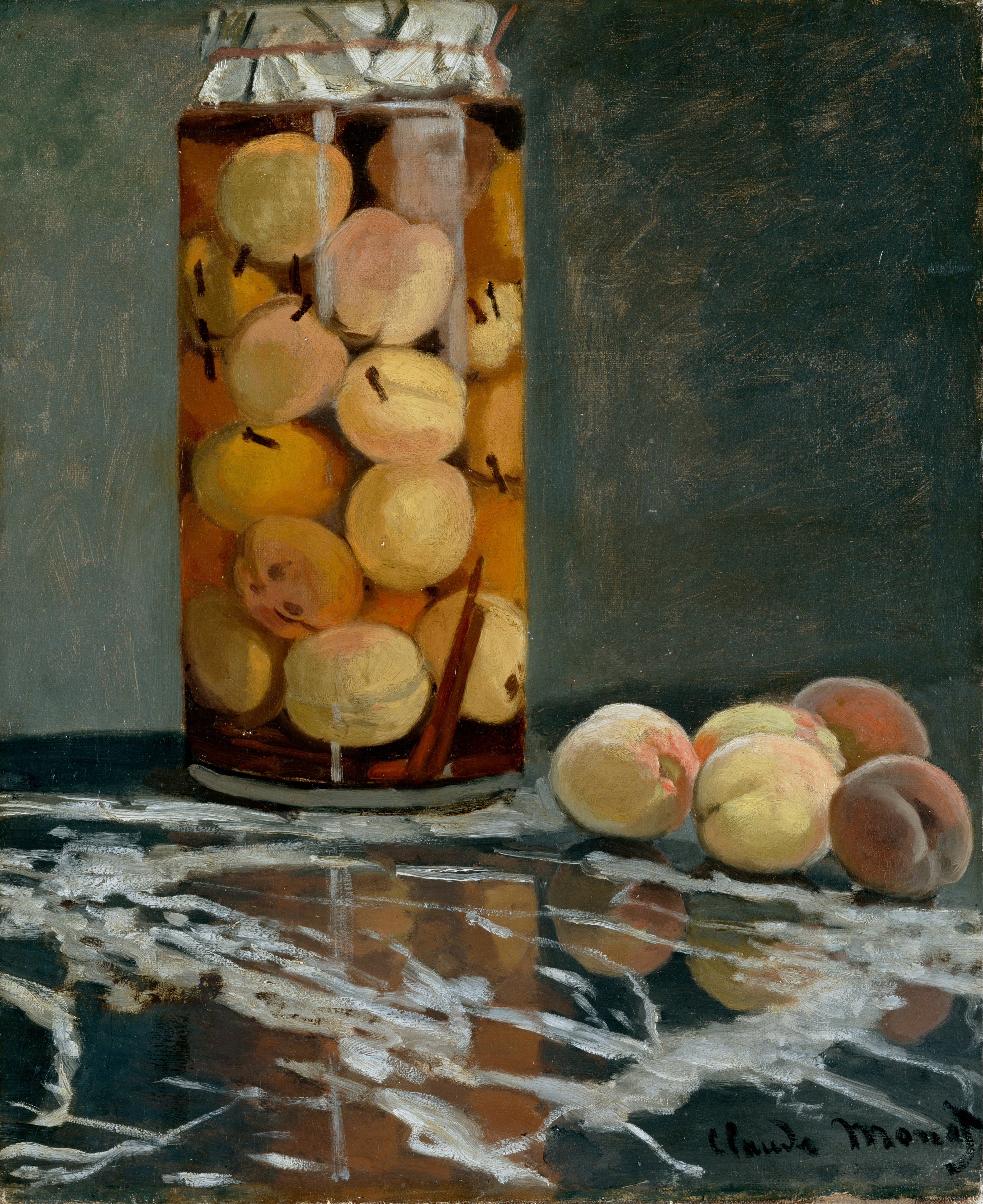
Claude Monet: Sklenice s broskvemi
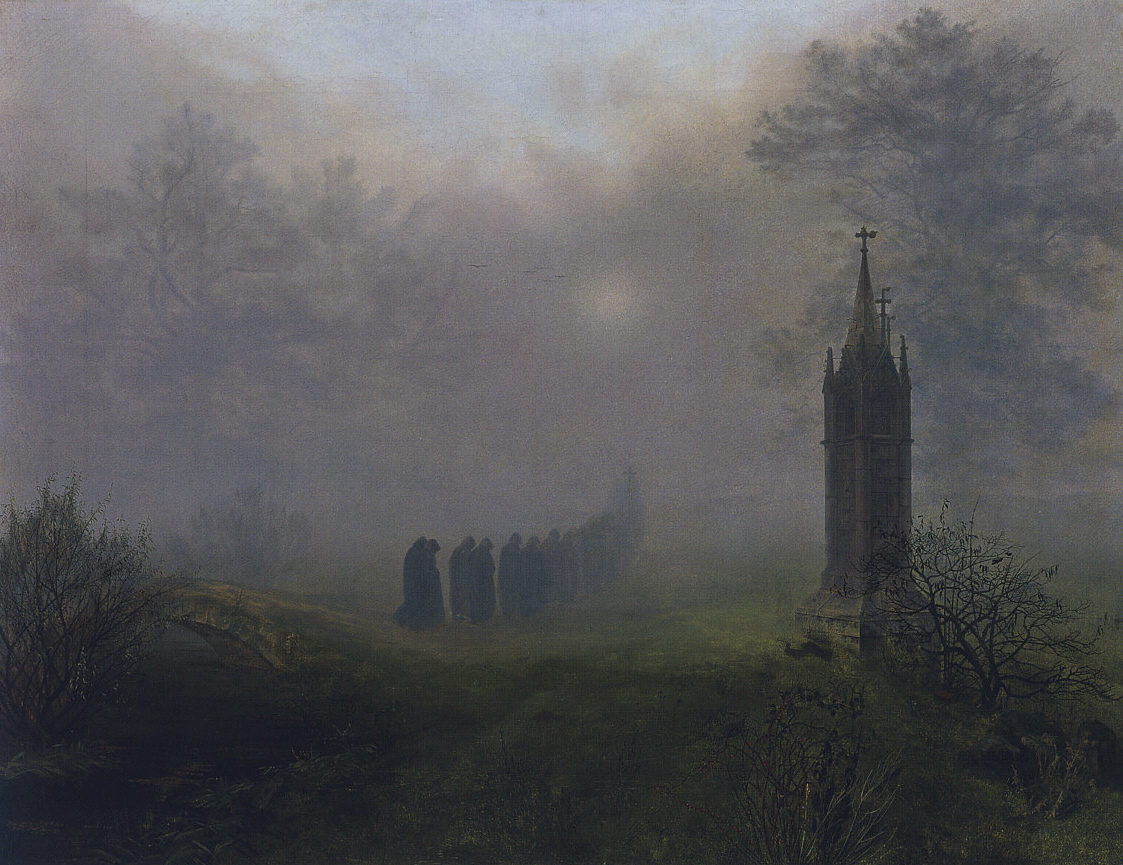
Ernst Ferdinand Oehme: Procesí v mlze
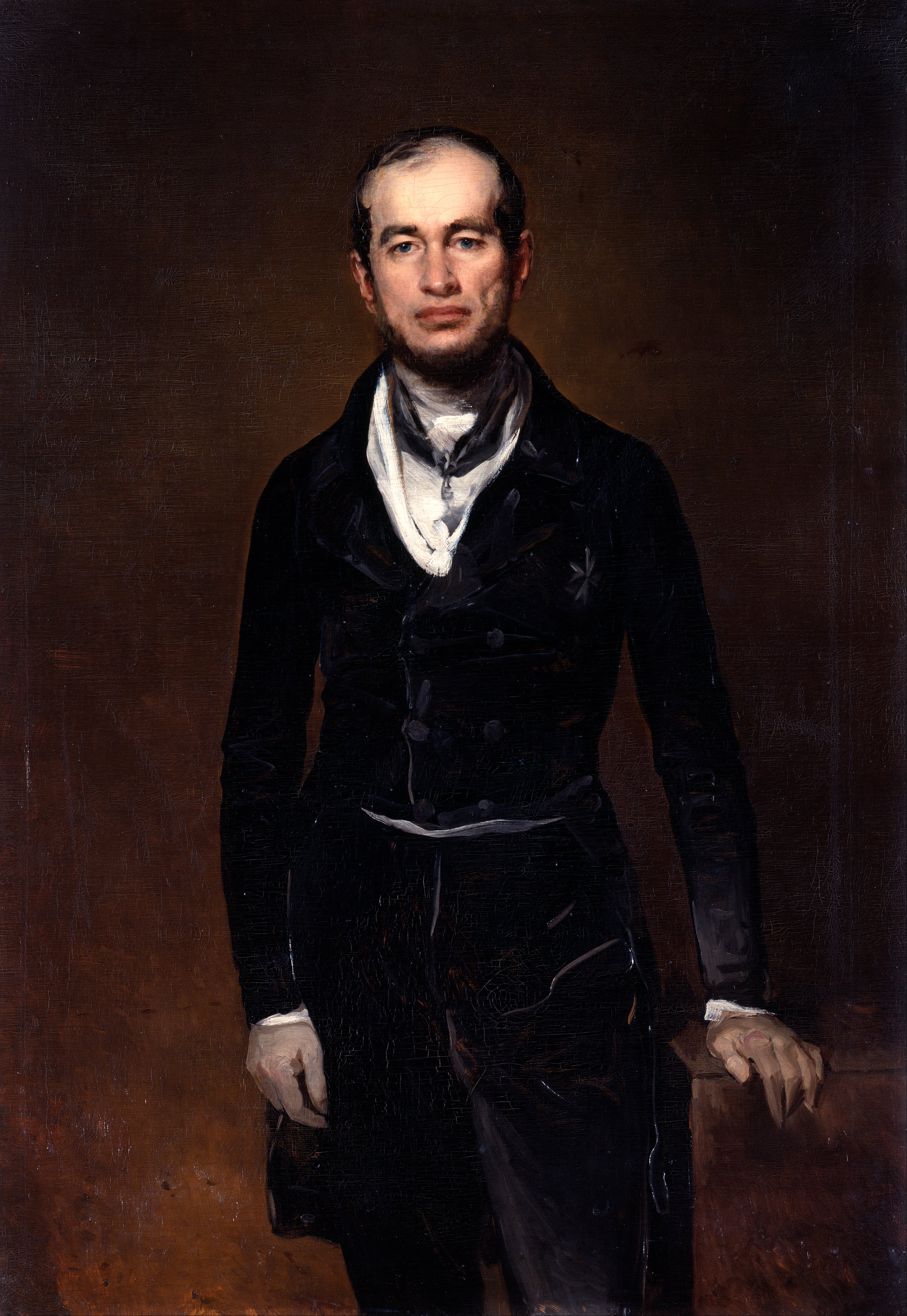
Ferdinand von Rayski: Portrét hraběte Julia Zech-Burkersrody
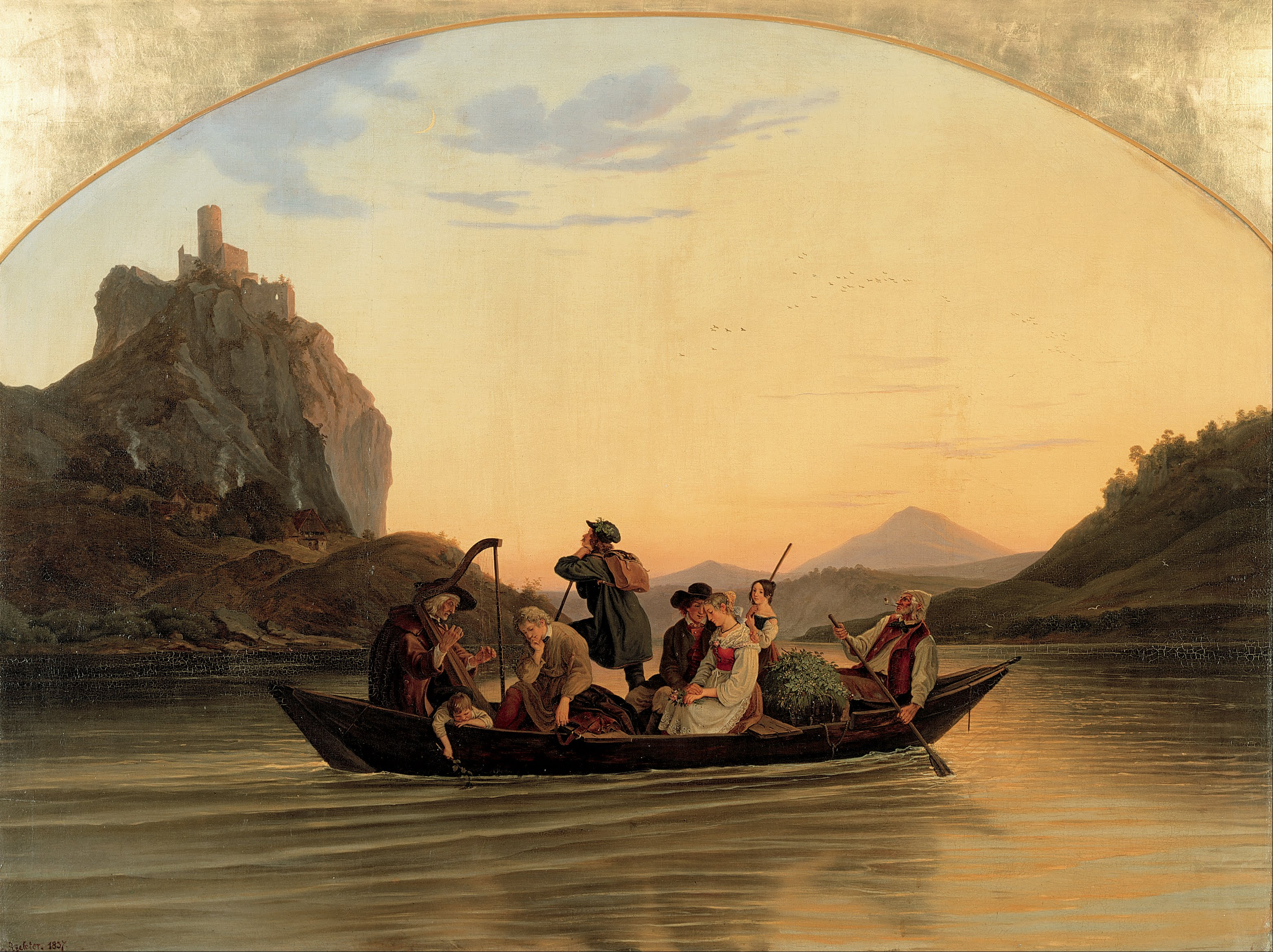
Ludwig Richter: Přívoz přes Labe pod Střekovem
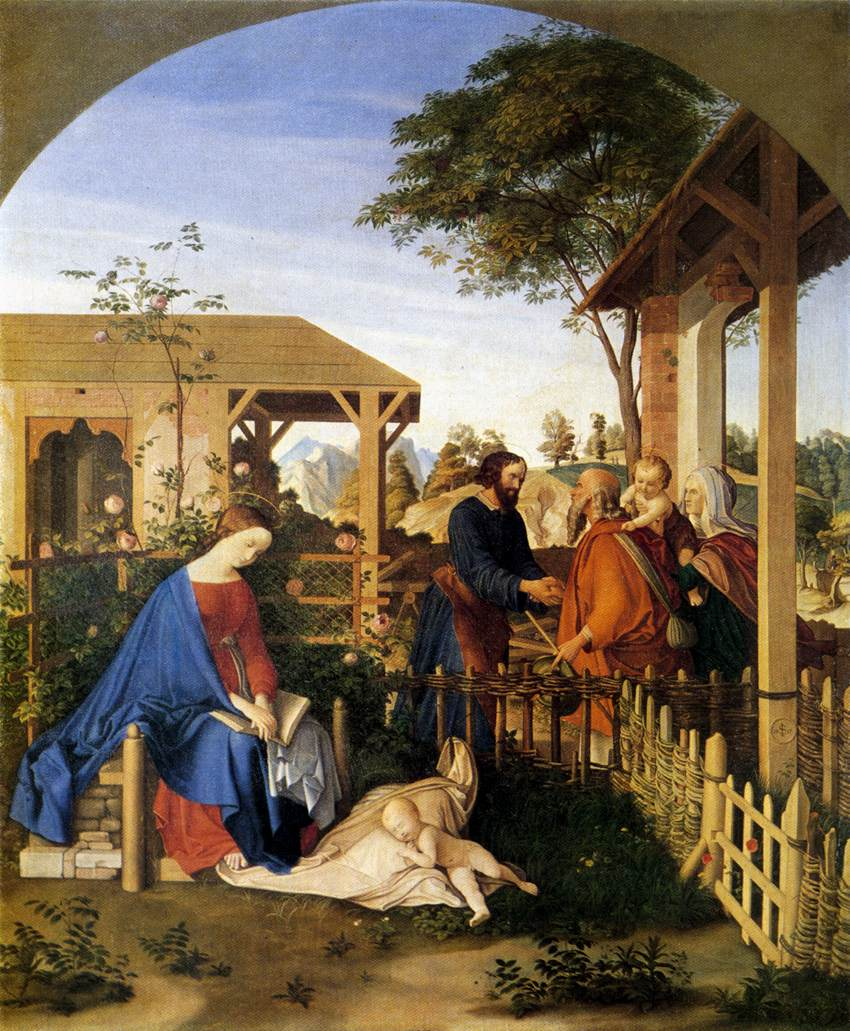
Julius Schnorr von Carolsfeld: Rodina sv. Jana Křtitele navštěvuje Ježíšovu rodinu
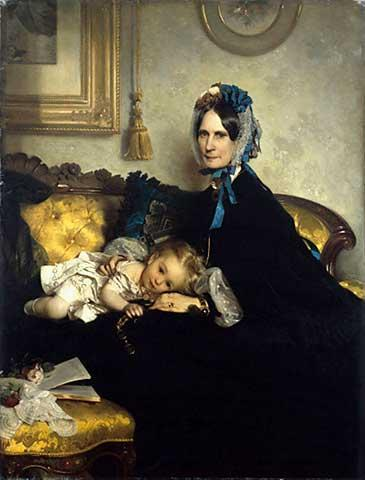
Julius Scholtz: Babička s vnučkou
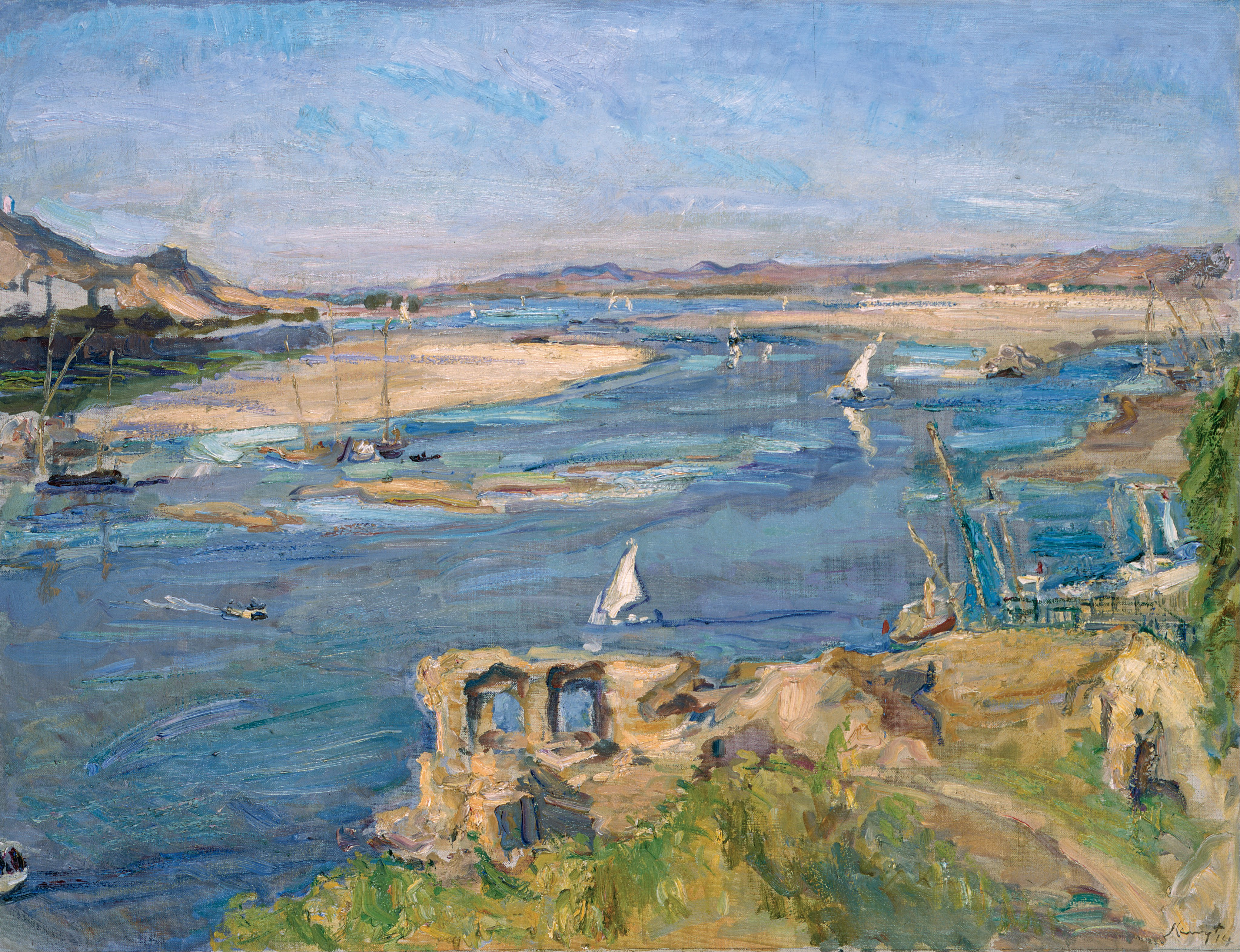
Max Slevogt: Nil u Asuánu
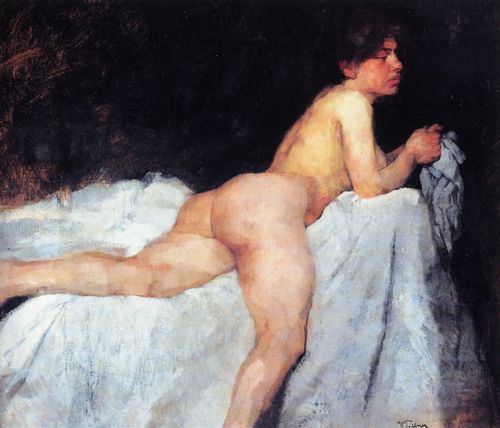
Wilhelm Trübner: Ležící ženský akt
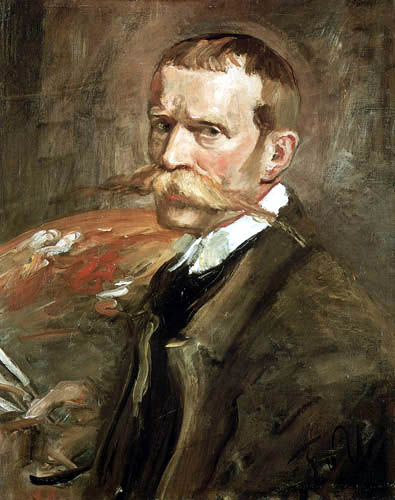
Fritz von Uhde: Autoportrét